# Perna (Chorwacja)
Perna – wieś w Chorwacji, w żupanii sisacko-moslawińskiej, w gminie Topusko. W 2011 roku liczyła 176 mieszkańców.